# Station Brandenburger Tor
Brandenburger Tor is een station van de Berlijnse S-Bahn, gelegen onder de boulevard Unter den Linden in het centrum van Berlijn, nabij de Pariser Platz en de Brandenburger Tor. Het station maakt deel uit van de noord-zuidtunnel van het S-Bahnnet en werd geopend op 27 juli 1936. Tussen 1961 en 1990 passeerden West-Berlijnse S-Bahntreinen het in Oost-Berlijn gelegen station zonder te stoppen. Tot 8 augustus 2009 droeg het station de naam Unter den Linden. Op die datum opende een etage lager het metrostation Brandenburger Tor en werd het station van de S-Bahn hernoemd naar Brandenburger Tor.

## S-Bahnstation
Het door elektrificatie van stads- en voorstadsspoorlijnen in de jaren twintig en dertig van de twintigste eeuw ontstane S-Bahnnet beschikte weliswaar over een doorgaande oost-westverbinding, de Stadtbahn, maar de noordelijke en zuidelijke lijnen eindigden nog altijd in kopstations aan de rand van het centrum. In 1934 begon men daarom met de bouw van een noord-zuidverbinding, die vanwege de dichte bebouwing in de binnenstad ondergronds werd aangelegd.
In 1936 kwam het noordelijke deel van de tunnel gereed en werd het station in gebruik genomen onder de naam Unter den Linden. Het zou het voorlopige eindpunt blijven, totdat in 1939 ook het zuidelijke deel van de tunnel in gebruik kwam en de doorgaande verbinding daarmee voltooid was. Omdat de tunnel grotendeels het stratenpatroon volgt, bevat het tracé een aantal scherpe bochten. Ten oosten van het station bevindt zich een van de krapste bogen van het Berlijnse S-Bahnnet; de tunnel buigt hier in noordelijke richting af van Unter den Linden naar de Neustädtische Kirchstraße. Ook direct ten westen van het station, dat zelf op een kort recht stuk onder de boulevard ligt, maakt de tunnel een bocht, ditmaal naar het zuiden.

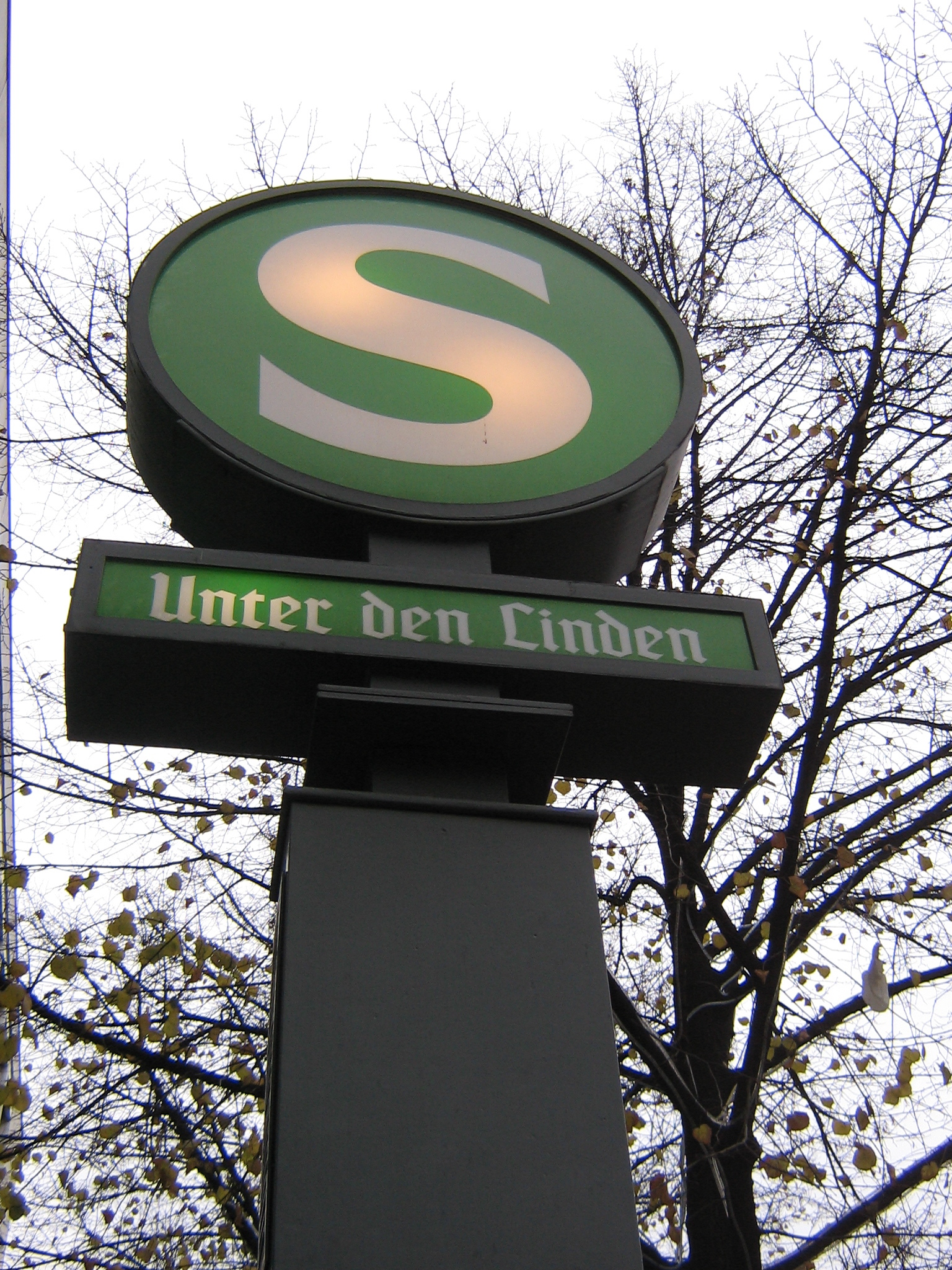
Het groene S-Bahnlogo, hier nog met de oude stationsnaam, markeert de ingangen van het station.

Het station werd zoals de overige stations in de noord-zuidtunnel in de stijl van de nieuwe zakelijkheid ontworpen door architect Richard Brademann. De wanden, zuilen en kiosken op het eilandperron werden alle bekleed met lichtgroene tegels. Aan beide uiteinden van het station werd een tussenverdieping aangelegd met uitgangen aan weerszijden van de boulevard, ter hoogte van de Schadowstraße (oost) en de Wilhelmstraße/Pariser Platz (west). In de jaren 1990 onderging het als monument beschermde station een restauratie waarbij het uiterlijk in de oorspronkelijke toestand werd teruggebracht.
In april 1945 moest het station wegens tijdens de oorlog opgelopen schade gesloten worden. Begin mei 1945 werd de noord-zuidtunnel bovendien ter hoogte van het Landwehrkanaal opgeblazen, waardoor het gehele traject overstroomde. Pas aan het einde van 1946 kon het station heropend worden en was er weer doorgaand noord-zuidverkeer mogelijk.
Na de oorlog werd Berlijn verdeeld in vier bezettingszones en kwam het station in de Sovjetsector te liggen. Het stadsvervoer trok zich aanvankelijk weinig aan van de deling, maar de bouw van de Berlijnse Muur in 1961 had ingrijpende gevolgen voor de S-Bahn. De Noord-zuidtunnel liep hoofdzakelijk onder Oost-Berlijns grondgebied, de ingangen van de tunnel en het grootste deel van de aansluitende lijnen bevonden zich daarentegen in West-Berlijn. De tunnel werd onderdeel van het westelijke S-Bahnnet, maar de treinen stopten niet meer in de oostelijke sector, waar spookstations ontstonden. De ingangen van station Unter den Linden werden dichtgemetseld en onherkenbaar gemaakt. Na de val van de Muur kon het station op 1 september 1990 heropend worden.